# Йоргос Костікос
Йоргос Костікос (грец. Γιώργος Κωστίκος, нар. 26 квітня 1958) — грецький футболіст, що грав на позиції нападника. По завершенні ігрової кар'єри — тренер.
Виступав, зокрема, за клуб ПАОК, а також національну збірну Греції.

## Клубна кар'єра
У дорослому футболі дебютував 1975 року виступами за команду клубу «Пієрікос», в якій провів два сезони, взявши участь у 51 матчі чемпіонату. 
Своєю грою за цю команду привернув увагу представників тренерського штабу клубу ПАОК, до складу якого приєднався 1977 року. Відіграв за клуб із Салонік наступні дев'ять сезонів своєї ігрової кар'єри. Більшість часу, проведеного у складі ПАОКа, був основним гравцем атакувальної ланки команди. У складі ПАОКа був одним з головних бомбардирів команди, маючи середню результативність на рівні 0,33 голу за гру першості.
Протягом 1986—1987 років захищав кольори команди клубу «Олімпіакос».
Завершив професійну ігрову кар'єру у клубі «Діагорас», за команду якого виступав протягом 1988 року.

## Виступи за збірну
1977 року дебютував в офіційних матчах у складі національної збірної Греції. Протягом кар'єри у національній команді, яка тривала 5 років, провів у формі головної команди країни 35 матчів, забивши 3 голи.
У складі збірної був учасником чемпіонату Європи 1980 року в Італії.

## Кар'єра тренера
Розпочав тренерську кар'єру, повернувшись до футболу після тривалої перерви, 2005 року, очоливши тренерський штаб клубу ПАОК.
Другим і останнім місцем тренерської роботи був кіпрський клуб «Неа Саламіна», головним тренером команди якого Йоргос Костікос був з 2007 по 2008 рік.

## Досягнення
- Чемпіон Греції (2):

ПАОК: 1984–85
«Олімпіакос»: 1986–87
- Володар Суперкубка Греції (1):

«Олімпіакос»: 1987